# Municipio de Barber (Arkansas)
El municipio de Barber (en inglés: Barber Township) es un municipio ubicado en el condado de Logan en el estado estadounidense de Arkansas. En el año 2010 tenía una población de 380 habitantes y una densidad poblacional de 8,98 personas por km².

## Geografía
El municipio de Barber se encuentra ubicado en las coordenadas 35°7′5″N 94°5′53″O / 35.11806, -94.09806. Según la Oficina del Censo de los Estados Unidos, el municipio tiene una superficie total de 42.29 km², de la cual 41,81 km² corresponden a tierra firme y (1,15 %) 0,49 km² es agua.

## Demografía
Según el censo de 2010, había 380 personas residiendo en el municipio de Barber. La densidad de población era de 8,98 hab./km². De los 380 habitantes, el municipio de Barber estaba compuesto por el 90,79 % blancos, el 2,89 % eran amerindios, el 3,16 % eran asiáticos, el 1,05 % eran de otras razas y el 2,11 % eran de una mezcla de razas. Del total de la población el 2,63 % eran hispanos o latinos de cualquier raza.